# (4500) Pascal
(4500) Pascal ist ein Asteroid des Hauptgürtels, der am 3. Februar 1989 von den japanischen Astronomen Hiroshi Kaneda und Seiji Ueda am Observatorium von Kushiro (IAU-Code 399) in der Präfektur Hokkaidō entdeckt wurde.
Der Asteroid wurde am 21. November 1991 nach dem französischen Mathematiker, Physiker und Philosophen Blaise Pascal (1623–1662) benannt.